# Publicité au pixel
 (mai 2025).
Motif : aucune source attestant que ce concept a effectivement fait des émules après l'expérience initiale.
- Archive Wikiwix
- Bing
- Cairn
- DuckDuckGo
- E. Universalis
- Gallica
- Google
- G. Books
- G. News
- G. Scholar
- Persée
- Qwant
- (zh) Baidu
- (ru) Yandex
- (wd) trouver des œuvres sur Wikidata

| 1. | Préciser le motif de la pose du bandeau. | Précisez le motif de la pose du bandeau en utilisant la syntaxe suivante : {{admissibilité à vérifier\|date=mai 2025\|motif=remplacez ce texte par le motif}}                           |
| 2. | Informer les utilisateurs concernés.     | Pensez à avertir le créateur de l'article, par exemple, en insérant le code ci-dessous sur sa page de discussion : {{subst:avertissement admissibilité à vérifier\|Publicité au pixel}} |

La pixel publicité est un nouveau concept publicitaire qui a vu le jour en 2005 grâce à un jeune étudiant anglais, Alex Tew, qui a décidé de vendre des pixels sur sa propre page web, The Million Dollar Homepage. 
Il s'agit d'un système promotionnel original qui consiste à acheter des pixels sur une page Internet particulière, ces pixels sont associés à une image, à un lien hypertexte et à une info bulle et ce pendant des années.